# عصر فضا

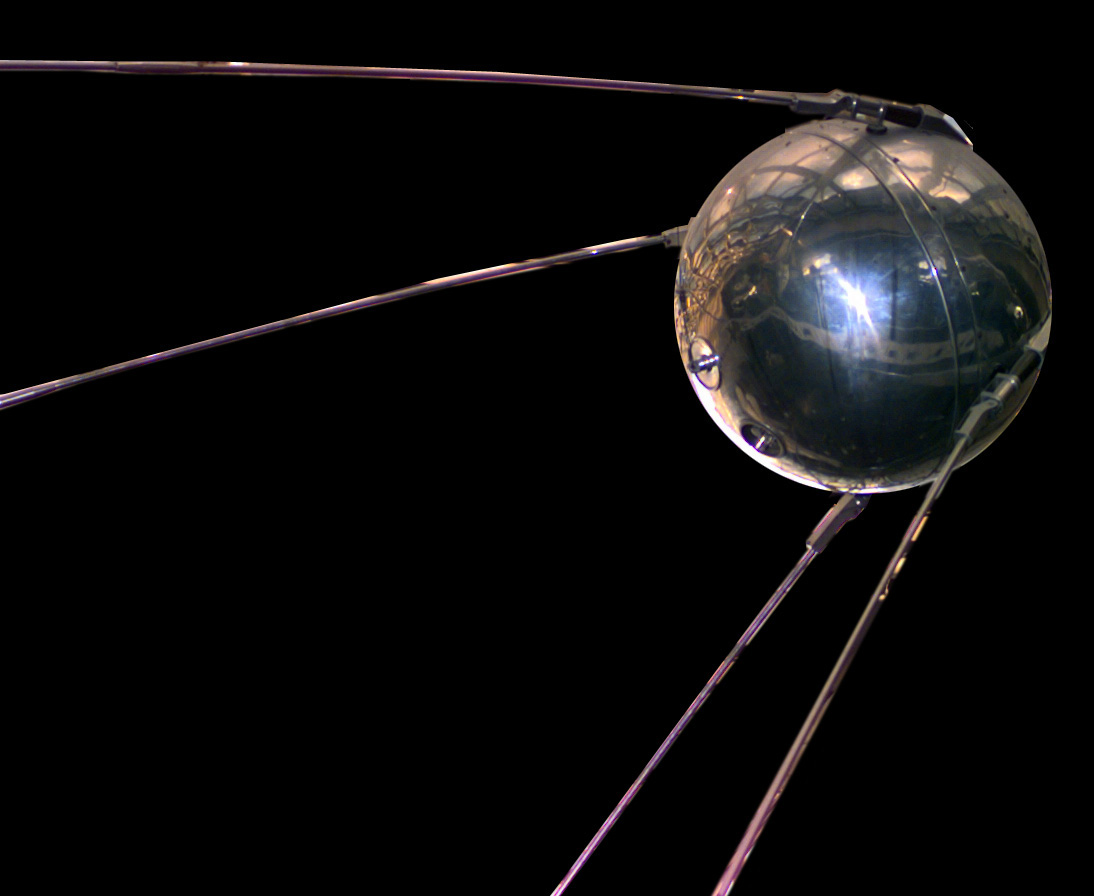
اسپوتنیک-۱ نخستین ماهواره فضایی جهان (ساخت شوروی)

عصر فضا (به انگلیسی: Space Age)، یک دوره است که فعالیت‌های مرتبط با مسابقه فضایی، اکتشافات فضایی، فناوری فضایی و توسعه‌های فرهنگی تحت تأثیر این واقعه‌ها را شامل می‌شود. این دوره با پرتاب اولین ماهواره مصنوعی زمین، «اسپوتنیک 1» در تاریخ 4 اکتبر 1957 آغاز شد و تاکنون ادامه داشته است.
در این دوره، تغییرات در تأکید بر بخش‌های خاص اکتشافات فضایی و کاربردهای آن اتفاق افتاد. ابتدا، ایالات متحده و اتحاد جماهیر شوروی مقادیر بی‌سابقه‌ای از منابع را برای شکستن رکوردها سرمایه‌گذاری کردند. ایالات متحده سازمان هوافضای ملی (NASA) را تأسیس کرد و اتحاد جماهیر شوروی نیز برنامه فضایی کشوری خود را به نام «برنامه فضایی کاسپین» (Kosmicheskaya programma SSSR) تشکیل داد تا این اهداف را برآورده کند. این دوره از رقابت به همکاری بین این کشورها و تأکید بر تحقیقات علمی و کاربردهای تجاری فناوری مبتنی بر فضا منجر شد.
سرانجام، سایر کشورها شروع به ساخت فناوری های فضاپیمایی شدند و سازمان‌هایی مانند آژانس فضایی اروپا (ESA)، اکتشاف فضایی ژاپن (JAXA)، تحقیقات فضایی هند (ISRO) و اداره ملی فضایی چین (CNSA) را تأسیس کردند. هنگامی که اتحاد جماهیر شوروی رخنه کرد، جمهوری روسیه برنامه فضایی خود را با نام «روسکوسموس» ادامه داد.
در اوایل دهه 2020، برخی از خبرنگاران عبارت "عصر جدید فضا" را به معنای بازگشت نوآوری و علاقه عمومی به اکتشافات فضا و نیز کاربردهای تجاری در مدار کره زمین و مقاصد دورتر استفاده کرده‌اند. توسعه‌های جدید شامل شرکت و سرمایه گذاری میلیاردرها در سفر فضایی انسان به عنوان یک خدمت گردشگری فضایی می باشد.

## تاریخچه

### دوره 1950 تا 1970
مسابقه فضایی اولین دوران عصر فضا بود. این یک رقابت بین ایالات متحده و اتحاد جماهیر شوروی بود که با پرتاب اولین ماهواره مصنوعی از زمین توسط شوروی در تاریخ 4 اکتبر 1957 با نام "اسپوتنیک 1" شروع شد. این رقابت منجر به پیشرفت‌های سریع در راکت‌شناسی، علم مواد و سایر زمینه‌ها شد. یکی از انگیزه‌های اساسی این مسابقه، رقابت در تکنولوژی های جنگی بود و هر دو کشور نیز در دوران جنگ جهانی دوم در مسابقه‌ی مسلحانه از تکنولوژی موشک و دانشمندان آلمانی استفاده کردند.
در طی ماه های بعدی، فضاپیمای ایالات متحده، اکسپلورر 1 را در سال 1958 پرتاب کرد و در همان سال، رئیس‌جمهور دوایت آیزنهاور، سازمان فضا و هوانوردی (NASA) را ایجاد کرد.

### دوره 1970 تا 2010
پس از پایان برنامه آپولو، پروازهای فضایی انسانی از ایالات متحده کم شدند و پس از پایان برنامه شاتل، دوران تعاون آمریکا و شوروی شروع شد. برنامه شاتل پس از حادثه چلنجر در سال 1986 کاهش قابل ملاحظه‌ای در پرتاب‌های فضایی انسانی داشت. پس از این حادثه، NASA همه شاتل‌ها را به دلیل مسائل ایمنی تا سال 1988 متوقف کرد.
از آن زمان، مشارکت در پرتاب‌های فضایی به طور گسترده‌تر به دولت‌ها و منافع تجاری گسترش یافته است. از دهه 1990 به بعد، دید عمومی به اکتشافات فضایی و فناوری‌های مرتبط با فضا این بود که چنین تلاش‌هایی به طور گسترده‌تر رایج شده‌اند.

## پیوست‌ها
- ناسا
- سازمان فضایی روسیه
- جنگ سرد
- عصر جت